# Franca Esperantisto
Franca Esperantisto est une revue de l’association d’espéranto française.